# Pandora Groovesnore
Pandora Groovesnore è un personaggio immaginario dei fumetti creato da Hugo Pratt. È la protagonista femminile della storia Una ballata del mare salato, il primo episodio delle avventure di Corto Maltese.

## Biografia del personaggio
Nell'anno 1913, Pandora è la giovane e bellissima nipote diciassettenne di un ricco armatore inglese. Suo padre si è dato alla pirateria facendosi chiamare il Monaco. Ma la ragazza non sa, e probabilmente non saprà mai, che il misterioso Monaco è suo padre: l'uomo che l'ha allevata come una figlia (dopo la morte della madre nel darla alla luce) è in realtà suo zio, cioè uno dei fratelli del pirata. Pandora, insieme con suo giovane cugino Cain (figlio di un altro dei quattro fratelli), viene tratta in salvo dopo un naufragio e poi trattenuta per un riscatto dal cinico e infido pirata Rasputin, comandante del catamarano che ha raccolto lei e Cain.
Sulla stessa nave dove è tenuta in ostaggio, Pandora incontrerà Corto Maltese, l'uomo del quale si innamorerà. Tuttavia, nella graphic novel trova posto anche l'accenno ad una sua sotterranea storia d'amore con il tenente di vascello tedesco Christian Slutter. Li vedremo baciarsi pochi attimi prima che questi venga fucilato dagli inglesi, ma prima il loro rapporto era sempre stato lasciato in silenzi carichi di sottintesi, per cui il nesso tra i due resta ambiguo (così come resta ambiguo il suo rapporto col cugino, dato che in una tavola sembra che stiano per baciarsi e dicono "quel che più conta, siamo ancora insieme", e in un'altra lei è nuda sotto un lenzuolo davanti a lui). Alla fine della prima storia, Pandora tornerà in Australia e sposerà un altro uomo.

## Parodia Disney
Il personaggio viene parodiato in Topo Maltese - Una ballata del topo salato (storia a fumetti pubblicata sulla rivista Topolino nel 2017): Minni nei panni di Minnie Dora Basettimore, chiaro riferimento a Pandora Groovesnore, in occasione dei 50 anni dalla pubblicazione del primo episodio di Corto Maltese. La storia, in due parti, è scritta da Bruno Enna e disegnata da Giorgio Cavazzano.

## Altri media
Pandora compare anche nella serie animata Corto Maltese (2002), doppiata in francese da Barbara Schulz e in italiano da Laura Boccanera.